# Transplants (album)
Pour les articles homonymes, voir Transplants.
 (septembre 2021).
Transplants est un album du groupe Transplants, sortie le 22 octobre 2002.

## Les titres
1. Romper Stomper

2. Tall Cans In The Air

3. D.J. D.J.

4. Diamons And Guns

5. Quick Death

6. Sad But True

7. Weigh On My Mind

8. One Seventeen

9. California Babylon

10. We Trusted You

11. D.R.E.A.M.

12. Down In Oakland